# Stary Białynin

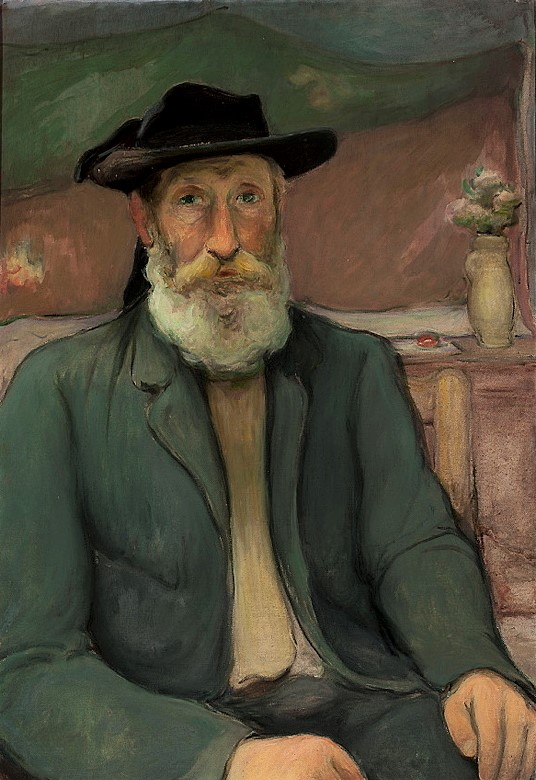
Władysław Ślewiński - Autoportret 1912

Stary Białynin – wieś w Polsce położona w województwie mazowieckim, w powiecie sochaczewskim, w gminie Nowa Sucha. Ma statussołectwa.
W latach 1975–1998 miejscowość administracyjnie należała do województwa skierniewickiego.
1 czerwca 1854 lub 1856 roku we wsi urodził się malarz Władysław Ślewiński.